# Schlossmühle (Bad Neuhaus)
Die Schlossmühle Bad Neuhaus (oder Sodenmühle) war eine Wassermühle der Gemeinde Bad Neustadt an der Saale im Stadtteil Bad Neuhaus, Landkreis Rhön-Grabfeld. Die Mühle liegt an einem von der Fränkischen Saale abzweigenden Mühlbach.

## Geschichte
Die Mühle taucht in Dokumenten ab dem 15. Jahrhundert auf, allerdings damals unter dem Namen „Sodenmühle“, was auf Salzgewinnung hinweist. In der Beschreibung der „Mühlen im Neustädter Amt“ (1798) nennt einen „Juncker Wolf Albrechten von Thüngen“ als Eigentümer der Mühle. Als Betreiber wurde dort ein Hans Hegg genannt. Die Mühle wurde als eingängige Mühle beschrieben. Das Mühlengebäude ist in der Gegenwart ein Leerstand und das Mühlrad abgebaut.

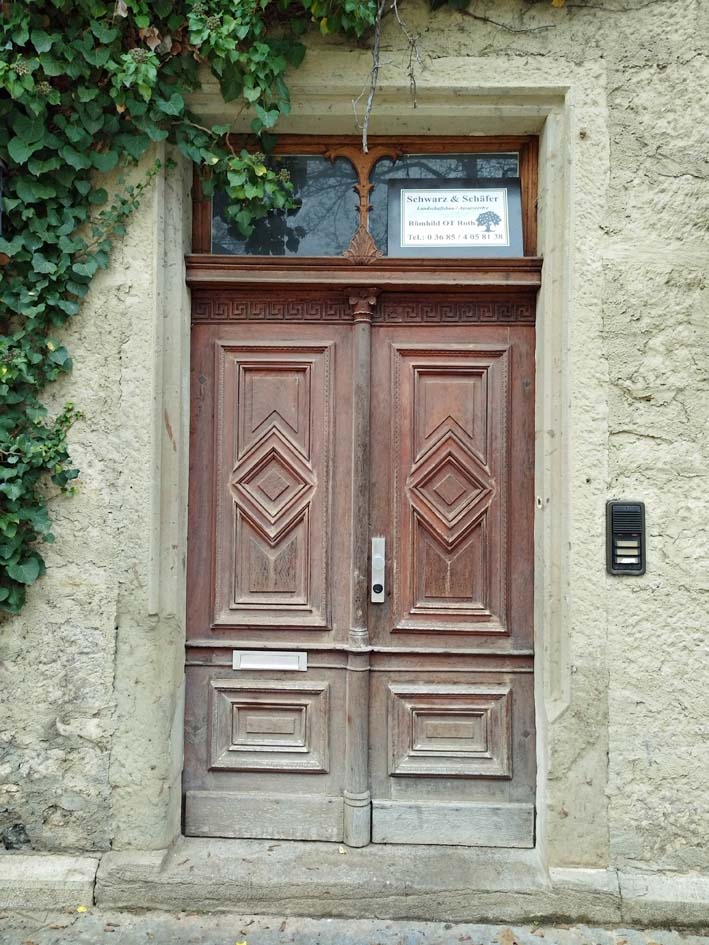
Die Eingangstür zur Schlossmühle in Bad Neuhaus
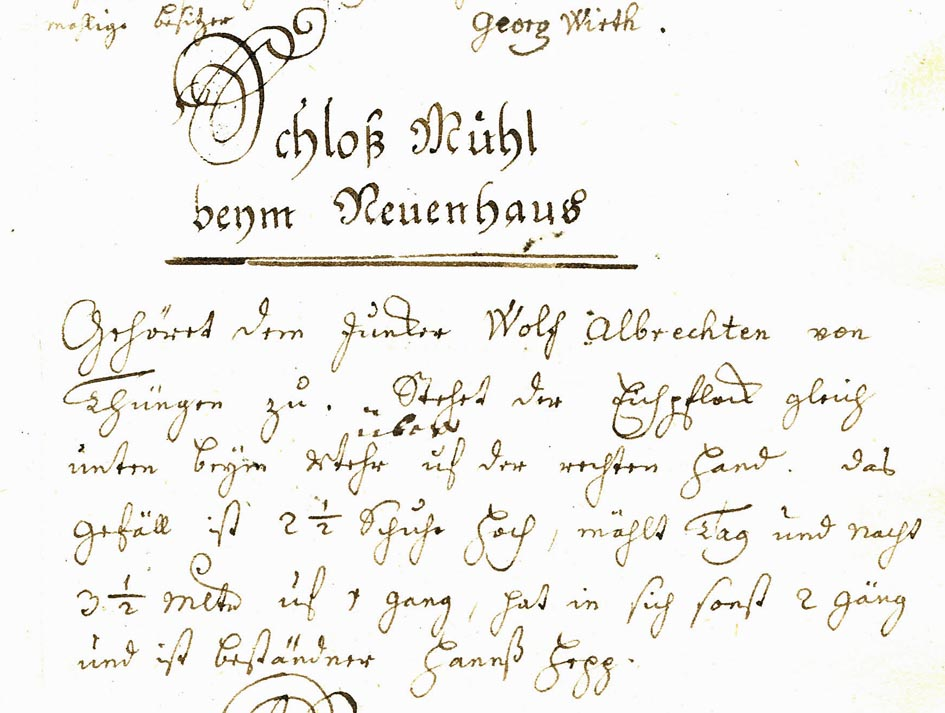
Beschreibung der Schlossmühle von 1798